# 大沙头站
大沙头火车站，旧称广九车站，原址位于中国广州市越秀区白云路南端，是原廣九鐵路的起点站，始建于1911年，历史上曾以广州东站、广州站为名，曾经是广州市内规模最大的铁路客运站。广州新客站在1974年启用后，大沙头火车站一度改为客技站使用，至1985年被拆除。

## 历史

### 清朝時期

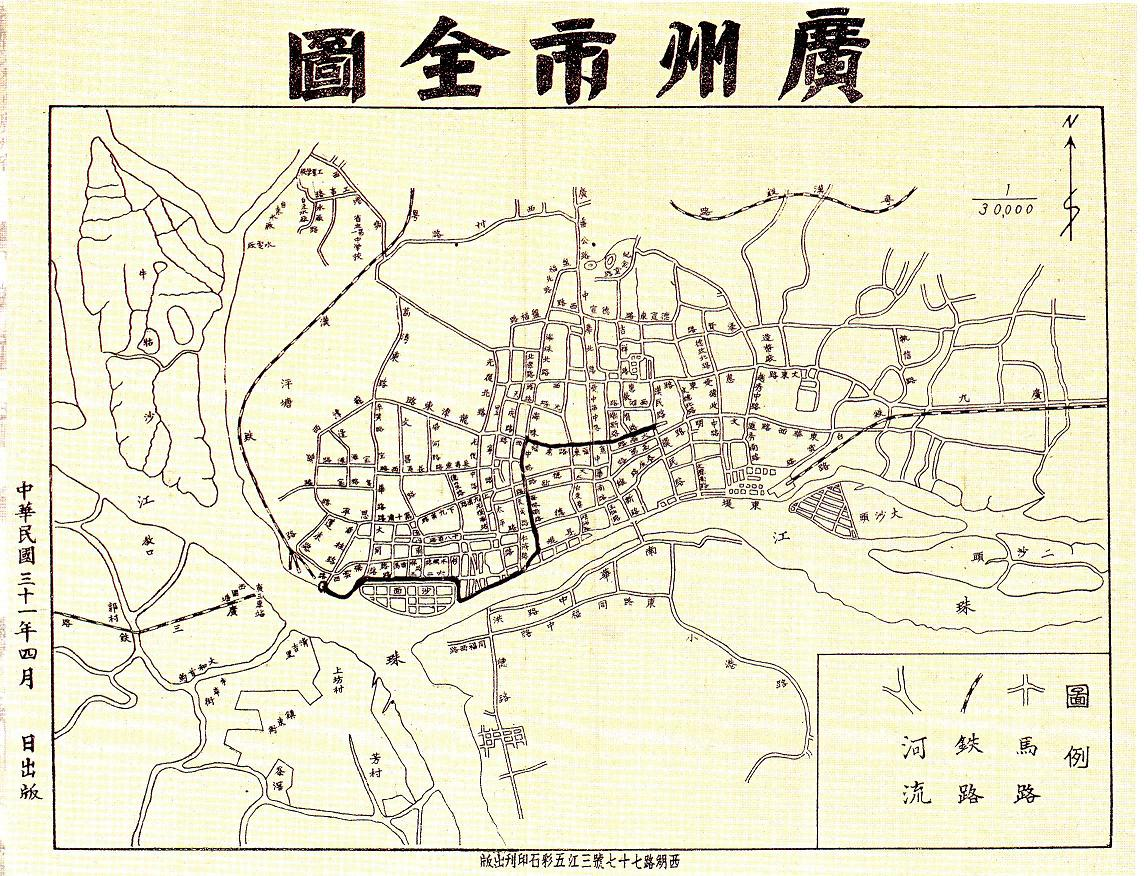
1942年的“广州市全图”，当时广九车站与大沙头岛相对

19世纪末，香港已成英国的殖民地，香港政府开始向清政府提出九龙—广州的铁路修筑计划，以方便英国将货物和人员快速运往廣東市场。1898年，英国強索廣九鐵路的貸款權，並在英国的压力下，清政府铁路大臣盛宣怀与英商怡和洋行于1899年簽定了《广九铁路借款草合同》。按这份草约，广九铁路计划修筑121英里，中间以深圳（当时实为新安县）罗湖桥为界，分为英、华两段。其中香港境内的英段铁路（今港铁东铁线）长22英里，由英国政府负责修建，资金由英国政府在香港发行公债筹集；华段铁路（今广深铁路）长度为89英里，由清政府负责修建。
宣统三年（1911年），广州第二条铁路——广九铁路全线建成通车，并在大沙头设站，因是广九铁路的起点站，故名为广九车站，又称大沙头火车站，采用西方近代建筑风格。当时的广州建成区包括了广州城、东关、南关、西关及河南五大片区。大沙头（岛）位于广州的东南角，即东关以东的山体（今东山一带）南麓。广九车站则选址在大沙头岛西侧对岸，即筑横沙南侧，成为了当时广州城东南方的城界标志建筑物。

### 中華民國大陸時期

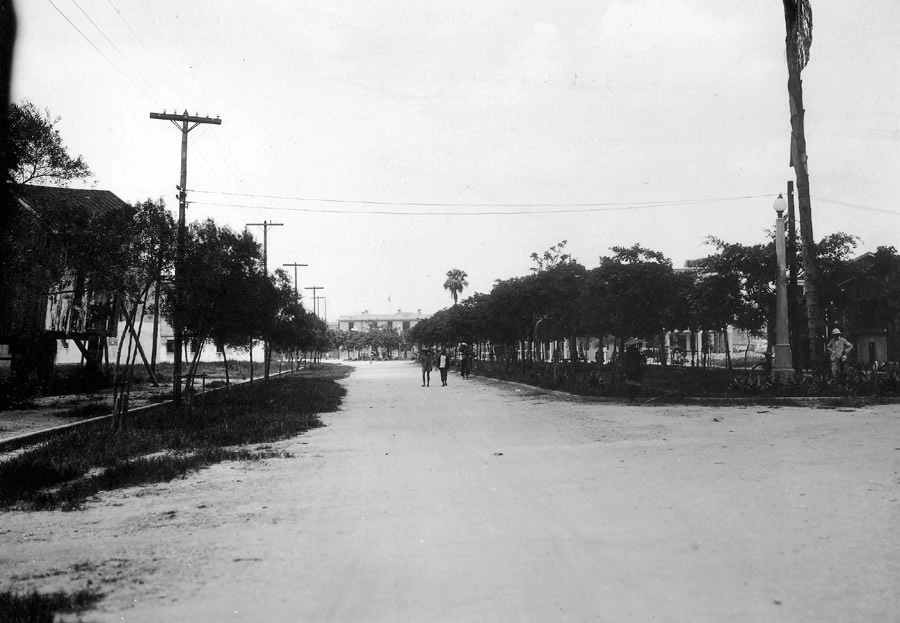
1924年，大沙头火车站前新建的马路（今白云路）

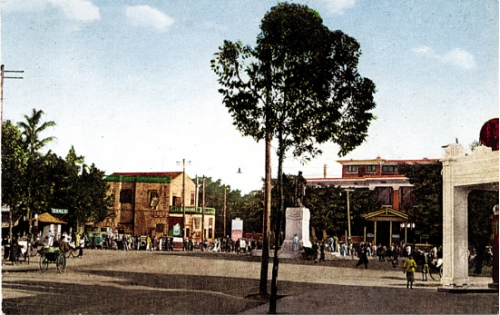
1940年代的广州大沙头车站站前广场

1922年3月21日，广东革命军总参谋长邓铿将军乘坐火车从香港返回广州，在到达广九车站准备离开时，被两名凶徒杀害。一般认为，事件原因是邓铿在孙中山和陈炯明两者的矛盾、政争中，被陈炯明视为眼中钉，从而被陈炯明的部下陈觉民、陈达生等人策划刺杀。同年夏季某天，孙中山来到了广九站，乘火车赶到50公里外的石龙坐镇指挥围剿陈炯明的战斗。
1937年8月，国民政府为连通广九、粤汉两路，利用原设计修筑黄埔支线的一段路基，修建粤汉铁路西联站至广九铁路石牌站的一段铁路，称为“广北联络线”。1940年，侵华日军为扩建天河机场，将广九铁路东山（梅花村）至石牌间3公里线路拆除，改由东山向东北方经沙河连接石牌站，在与广北联络线接轨处设天河站（今广州东站）。
抗日战争结束后，广九铁路局撤销，广九铁路华段划归粤汉区铁路管理局管理。至1947年，为配合当时中华民国交通部粤汉区铁路管理局对粤汉铁路、广三铁路、广九铁路全面管理，修筑了一条由广北联络线云麓至广九铁路永村的联络线，两端设云麓、永村线路所，称为“云永联络线”。至此，粤汉铁路上的客运列车可以直达大沙头火车站，大沙头站扩张为广九及粤汉两路的旅客列车的始发、终到站，并改名为广州东站，仅负责客运业务。同时，粤汉铁路的原终点站黄沙火车站更名为广州南站，主营货运及列车编组。
至1940年代末，该时期的广州虽然已经向南发展到今沥滘村所在地，但其他方向基本没有延伸。大沙头火车站从城市东南角转变为东部标志物，渐渐被城市包围。由于火车站仍处于城市边缘地带，对市内交通没有太大影响；而且临近城市中心区，故其有日益壮大之势。而车站站前的白云路全长0.5公里，由于地处火车站门前，在1949年前一直是广州市最宽的马路，且为首次尝试中间设绿化带的复式马路，当时成为模范马路。

### 近代
1949年之后，广州地区铁路运量逐年增大，广州铁路分局也对铁路及站场进行整体改造。1951年，广州东站更名为广州站，确定为广州地区的铁路客运专用站，但广州民众通常仍然惯称“东站”。
随着1957年武汉长江大桥建成，京汉铁路和粤汉铁路合并为京广铁路，以及1960年广州西南大桥（后更名珠江大桥）建成，广三铁路与京广、广深两路接轨，广州站客流量越来越多。且当时广州铁路枢纽内的其他车站皆主营货运，故广州站成为了广州市内最主要的铁路客运站，客流压力极其沉重。1962年全年发送旅客317万人次，日均近1万人次，节日高峰每天2万至3万人次。当时车站拥有股道11条，站场狭小，存车线不足，旅客列车的到发和存放、车辆检修、整备均共用股道，甚至没有正式的候车室，因此站内十分拥挤。每逢节日更需借用站前马路搭建临时候车与行包棚。

#### 東站事件

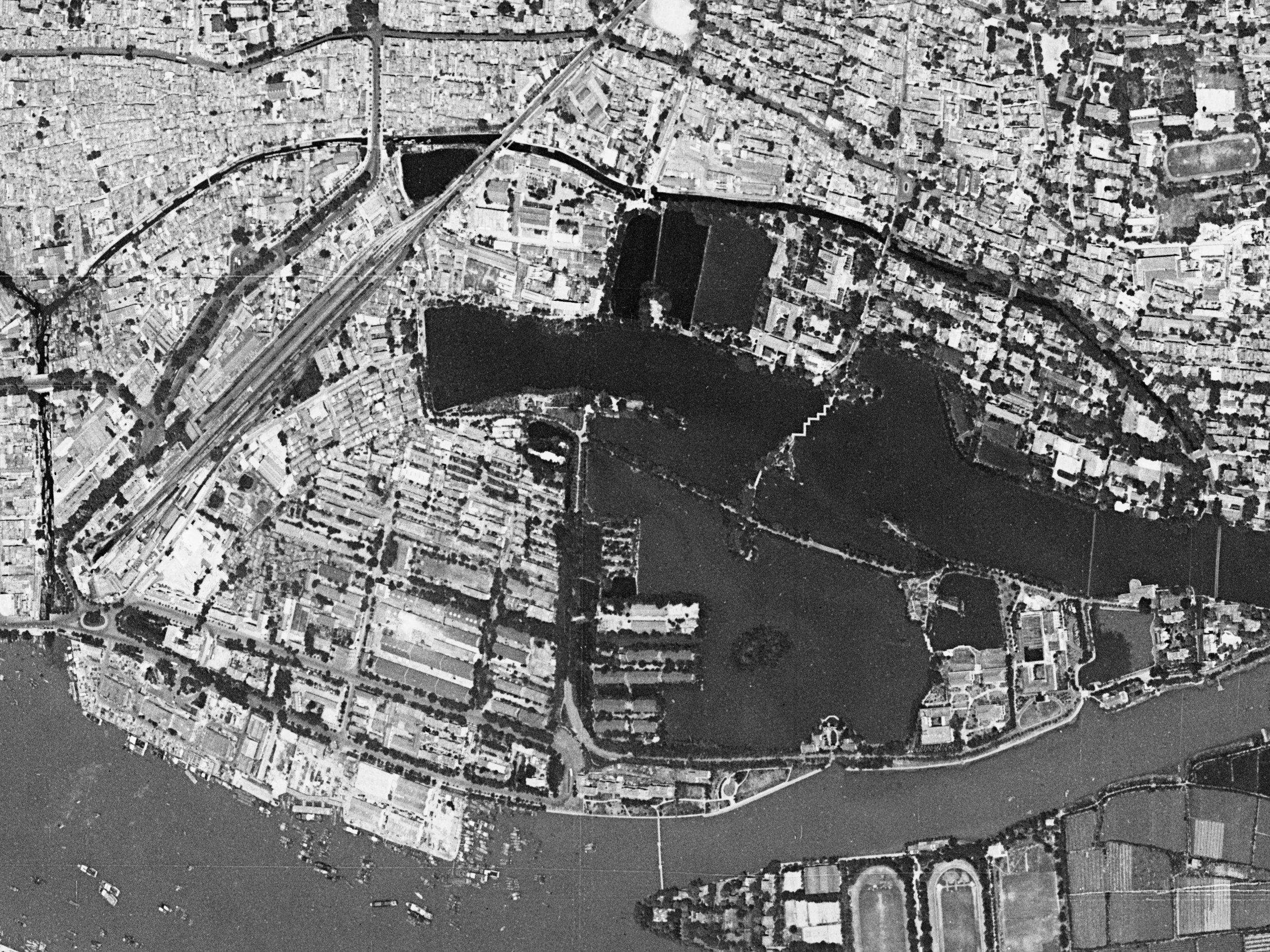
大沙头站和东山湖公园卫星图（1966年）

1950年代，为配合时任广东省委书记陶铸将广州建设成为“东方巴黎”的设想，广州新客站（今广州站）的建设规划被提上日程。1958年，选址流花桥的广州新客站动工；至1962年由于大跃进运动对中国国民经济造成的损害，中央压缩建设投资规模，新客站工程暂停。
1962年上半年，由于当时中国大陆处于经济困难时期，民眾生活困苦，遂引起了1962年6月从广东各地逃港的浪潮。起初，坊間傳聞“英女王生日，六一大放（入境）三天”、“边境开放三天，不用通行证可以去香港”。结果，在6月1日，上萬市民與其他省到來的民眾群聚火车站一帶，等候购买往平山、深圳的火车票，原本直行可通廣九小學的白雲路滿是人潮，史称東站事件（或廣州站事件）。广州市公安局派出宣传车意圖劝导民眾離開。無票滯留的人渐起鼓譟，部分人衝擊了東站警署，警方宣傳車也被民眾推翻。到现场了解情况的时任广州市副市长孙乐宜也被数百民眾包围。2日凌晨1點，當局宣佈戒嚴，警方出動民眾散去，市公安局组织警力抓捕民眾，據計逮捕了16人，被勞動教養有22人，被行政拘留有34人。後来，相关政府部门開內部會，陶铸將之定性為所謂敌我矛盾，促成決定出動军队。6日，當局派出一个营全副武装的解放军士兵，封锁车站两头，往外驱赶人群。还有一队士兵从车站内往外推进。市政府的宣传车在場用高音喇叭广播。行動中有几十人被拘捕，大部分冲火车站的民眾被驅散。至当天晚上，有1600多人被捕，火车站外被戒严部队把守。

#### 站場消失
1972年广州新客站复工；1974年4月12日，新广州站建成启用，广州铁路枢纽布局也相应作出调整。广州新客站正式命名为广州站，位于大沙头的原广州站恢复名为广州东站，其所有客运业务逐步移至新广州站，暂时作为简易客车技术整备作业站保留。1984年9月，位于广州站西北的广州客车技术作业整备站（广州客技站）竣工投产，同时原广州东站客技整备所停用，永村至广州东站间线路全部封闭。
至1980年代，伴随广州的城市发展，昔日处于城市边缘的大沙头火车站已经被城市包围。1984年11月，大沙头原广州东客技站至天河一段原广九铁路被拆除，云永联络线随之撤销。这段线路上的东华东路、署前路、达道路、梅花村、东风东路等8处市区内的繁忙平交道口同时拆除，改善了市区交通，如今成为了内环路的一部分。而大沙头火车站也成为了一个“遗留”的车站，再也没有铁路连接，于1985年初被清拆。此地权仍属广州铁路局（今广州铁路集团），在1997年，大沙头火车站原址上建成了三栋高层广铁集团铁路宿舍住宅楼，和一栋广东省交通厅办公楼（广东交通大厦）。

#### 纪念设施
2010年，越秀区园林绿化局在白云路中间的绿化带增添裝飾，在绿化带东北端设置花岗石蒸汽火车头雕像，绿化带两端用石制的枕木、铁轨和火车轮围边，横过绿化带的人行道铺设仿铁轨金属凹槽。工程在2010年7月完成。2017年，在東華南路與大沙頭二馬路之間建成一個小型公園，名為廣九鐵路紀念園。園內放置有一辆建设型6501号蒸汽机车和一節YZ22客車車廂，另有路轨、信号灯以及仿旧车站拱门景观。

## 图片集

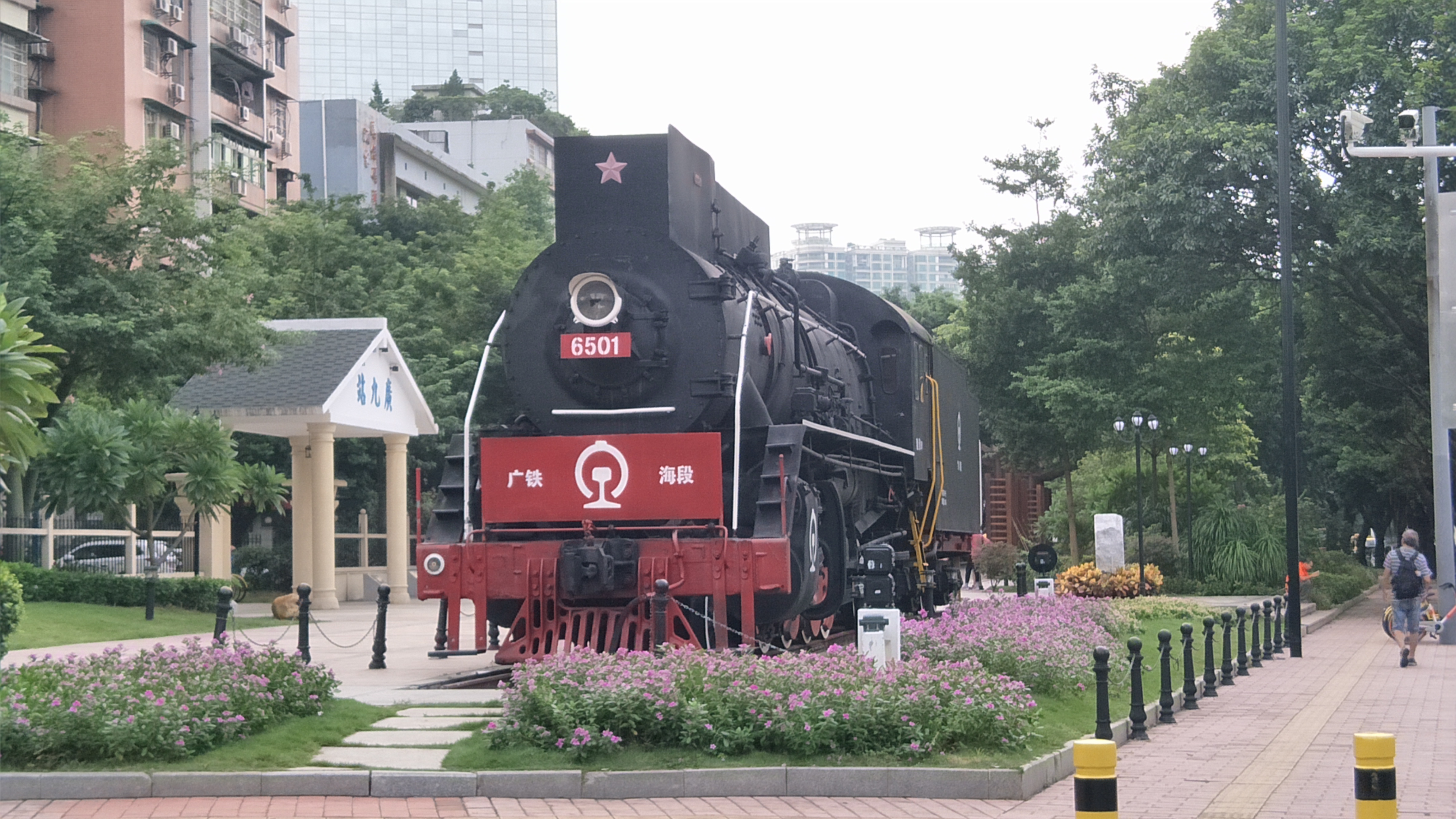
在大沙头铁路公园展示的建设型6501号蒸汽机车，左边即为仿车站建筑的拱门
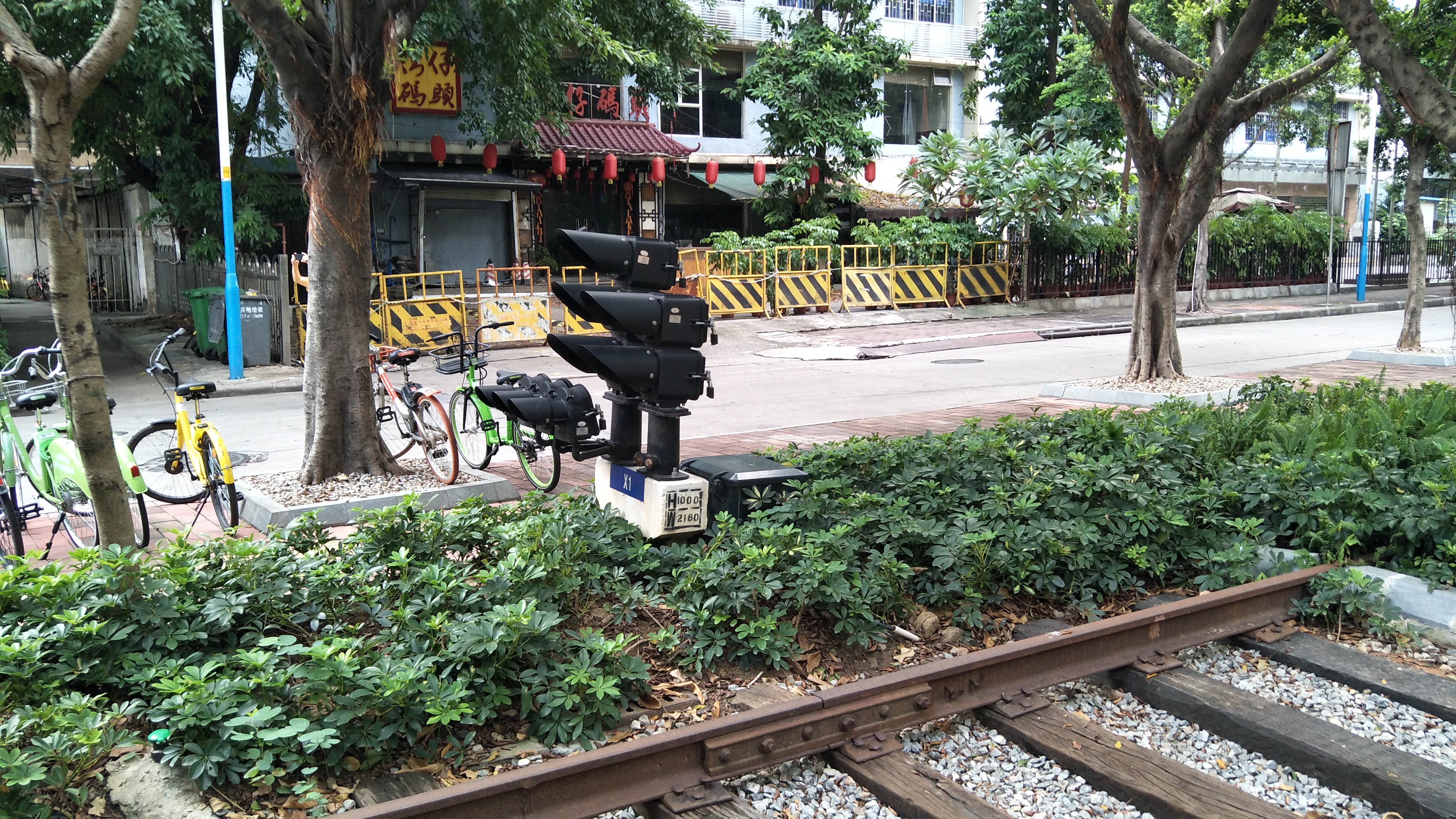
大沙头铁路公园信号灯及路轨景观
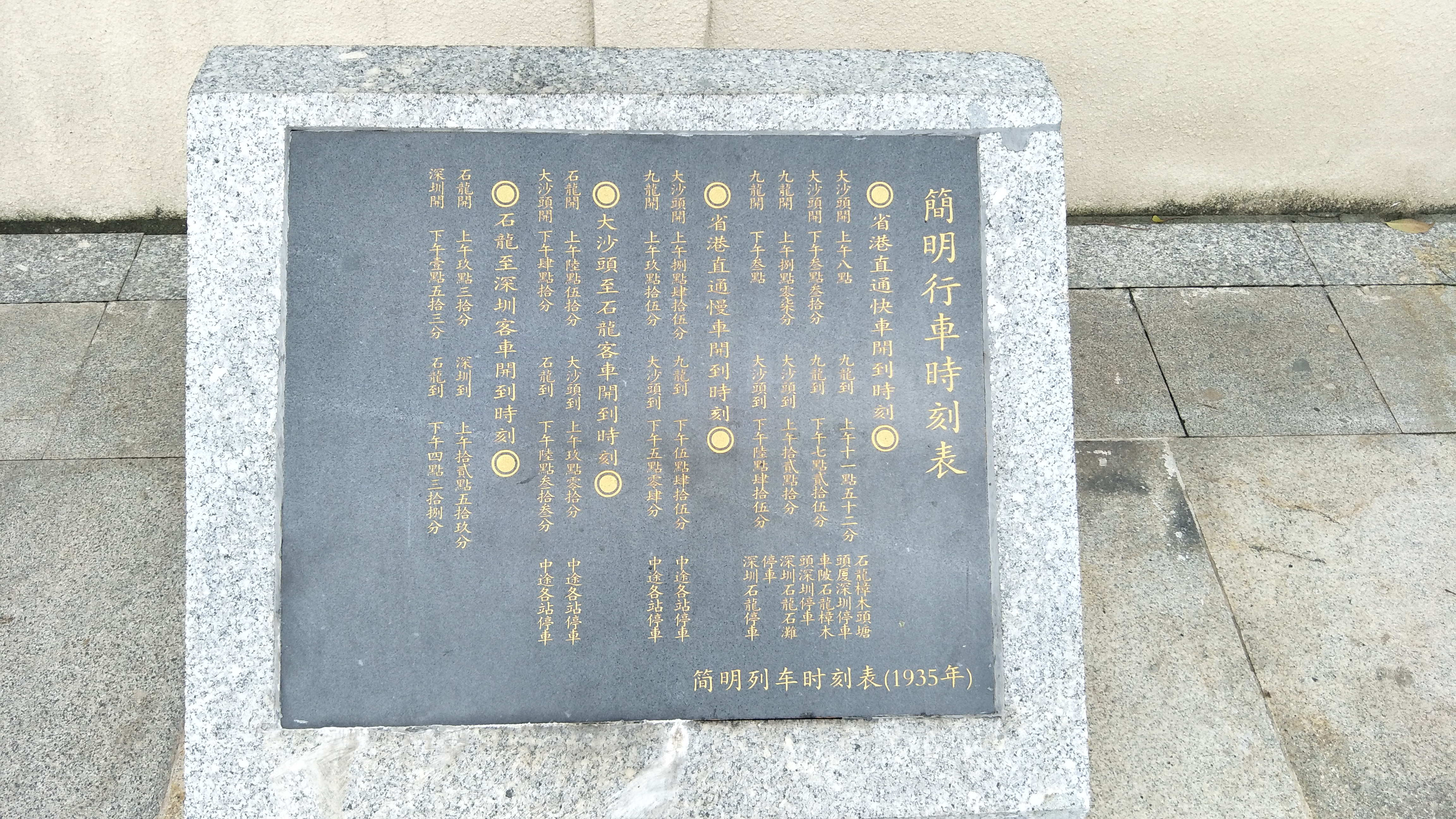
在大沙头铁路公园的广九铁路时刻表雕像
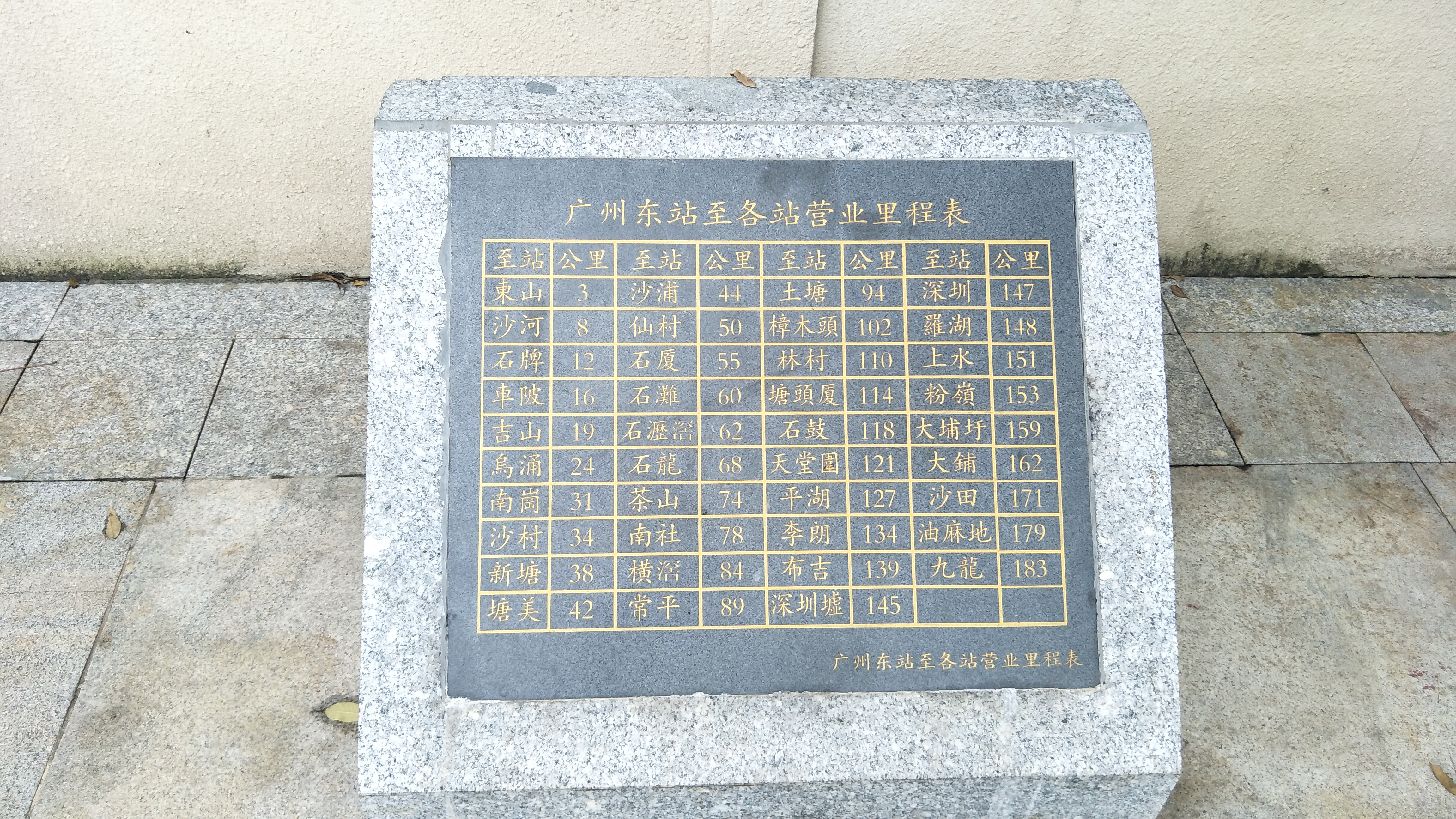
在大沙头铁路公园的广九铁路票价表雕像
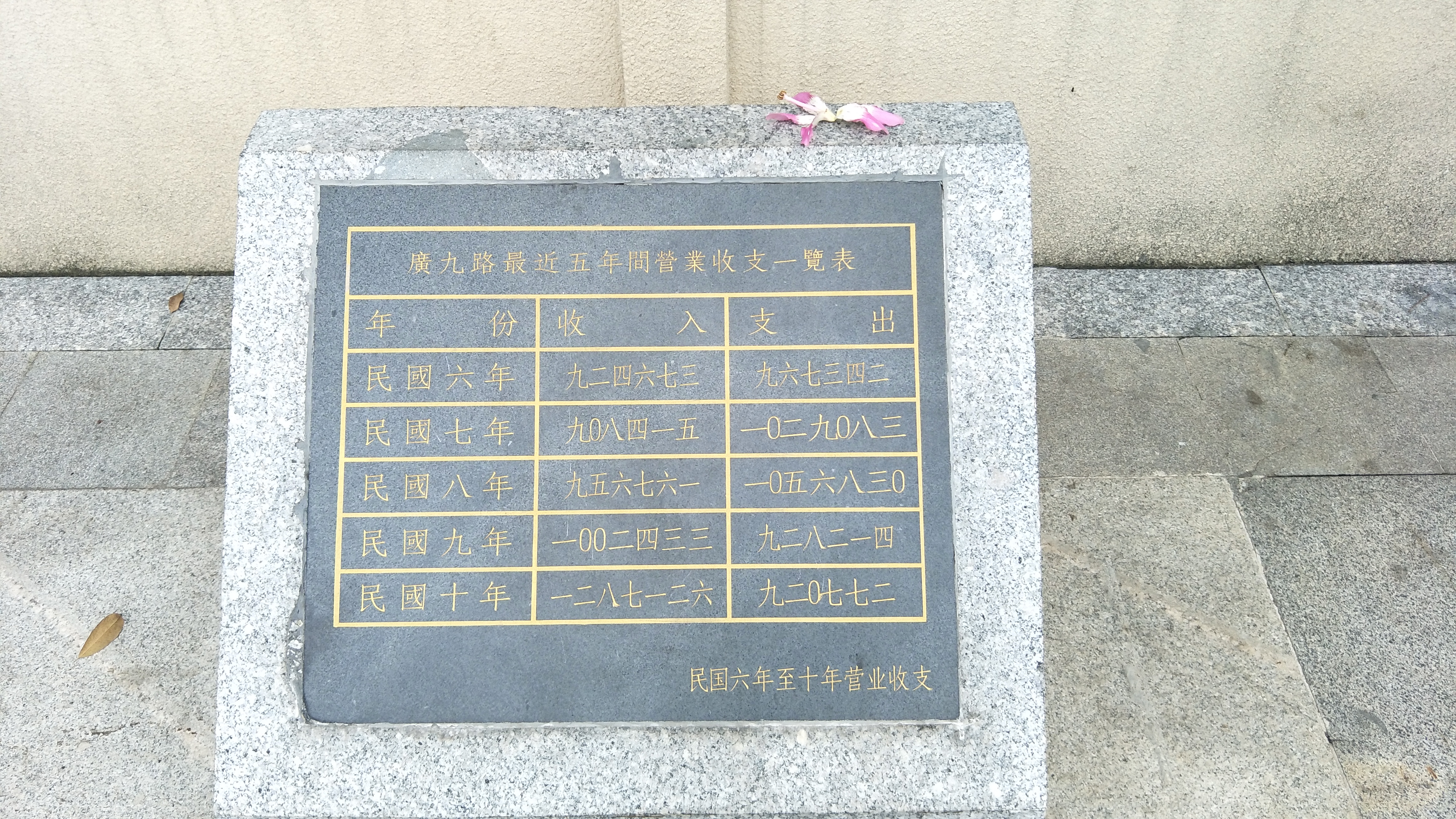
在大沙头铁路公园的广九铁路初期客货运输量雕像
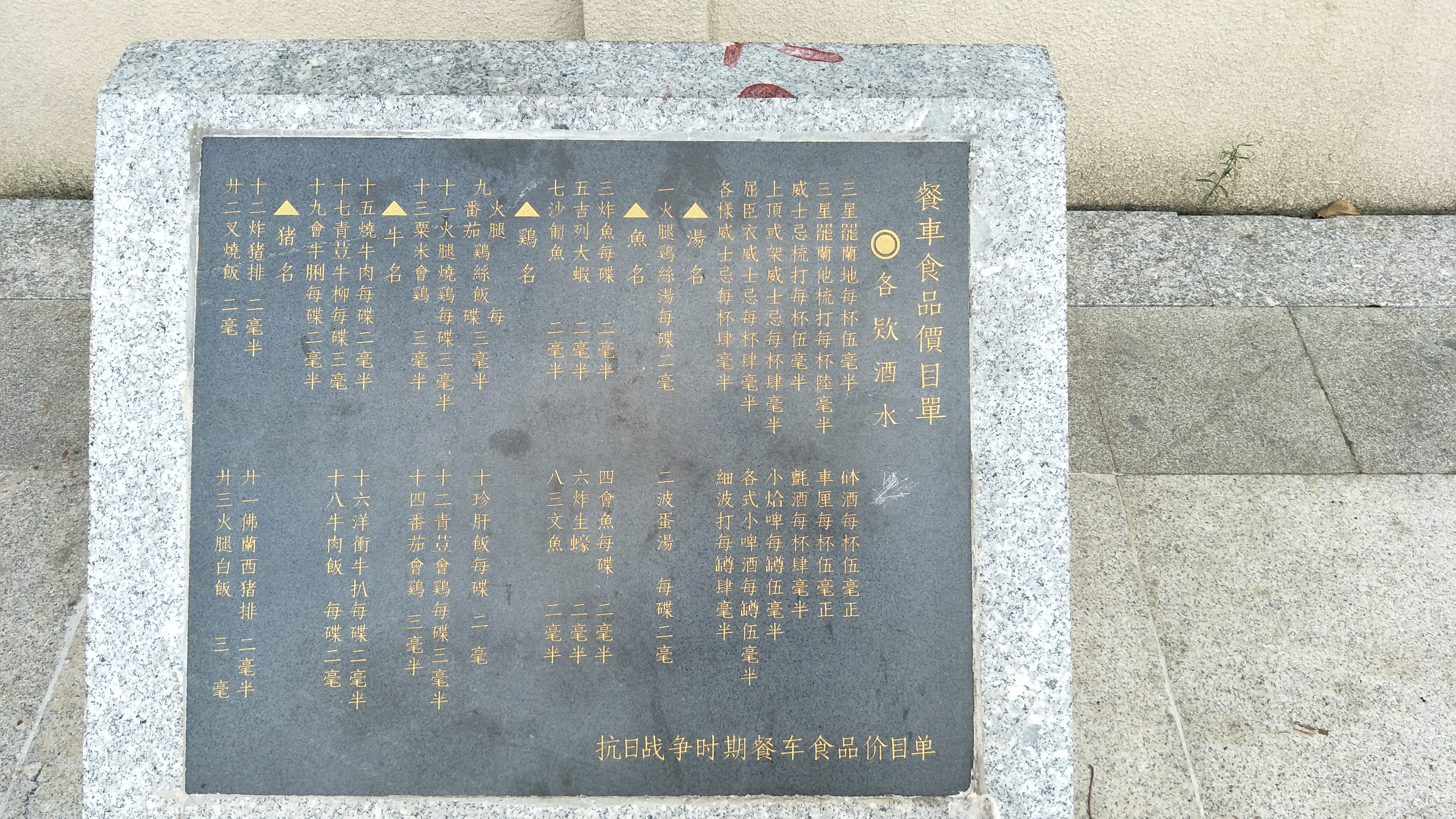
在大沙头铁路公园的广九铁路餐饮菜单雕像

## 参看
- 逃港
- v:廣州被清拆史蹟列表
- 广州站（广州新客站）
- 广州东站（天河站）
- 广州南站 (货运)（黄沙火车站）
- 广州历史
- 白云路 (越秀区)
- 广州铁路枢纽